# Suối

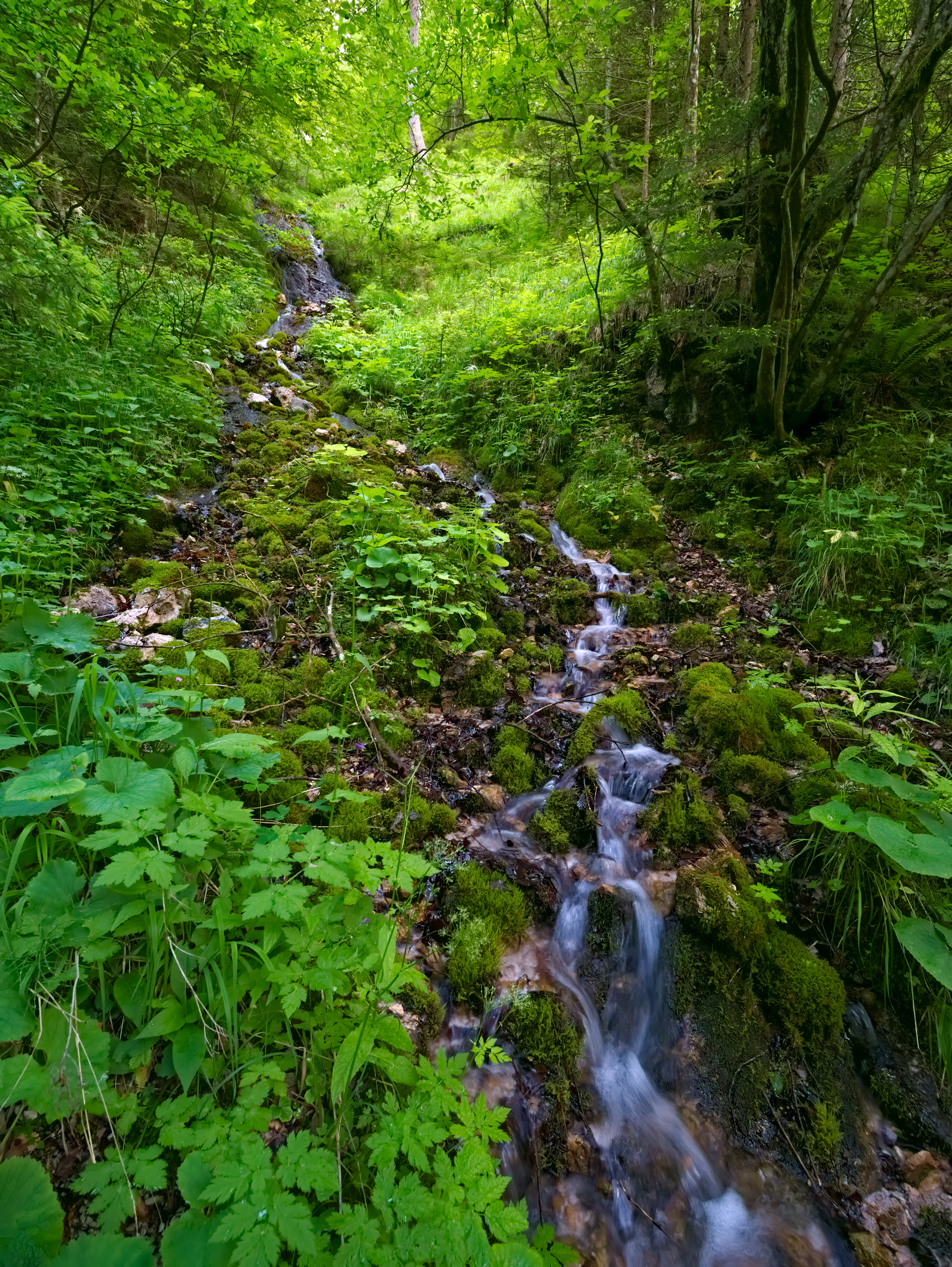
Một dòng suối ở Randlseggbach

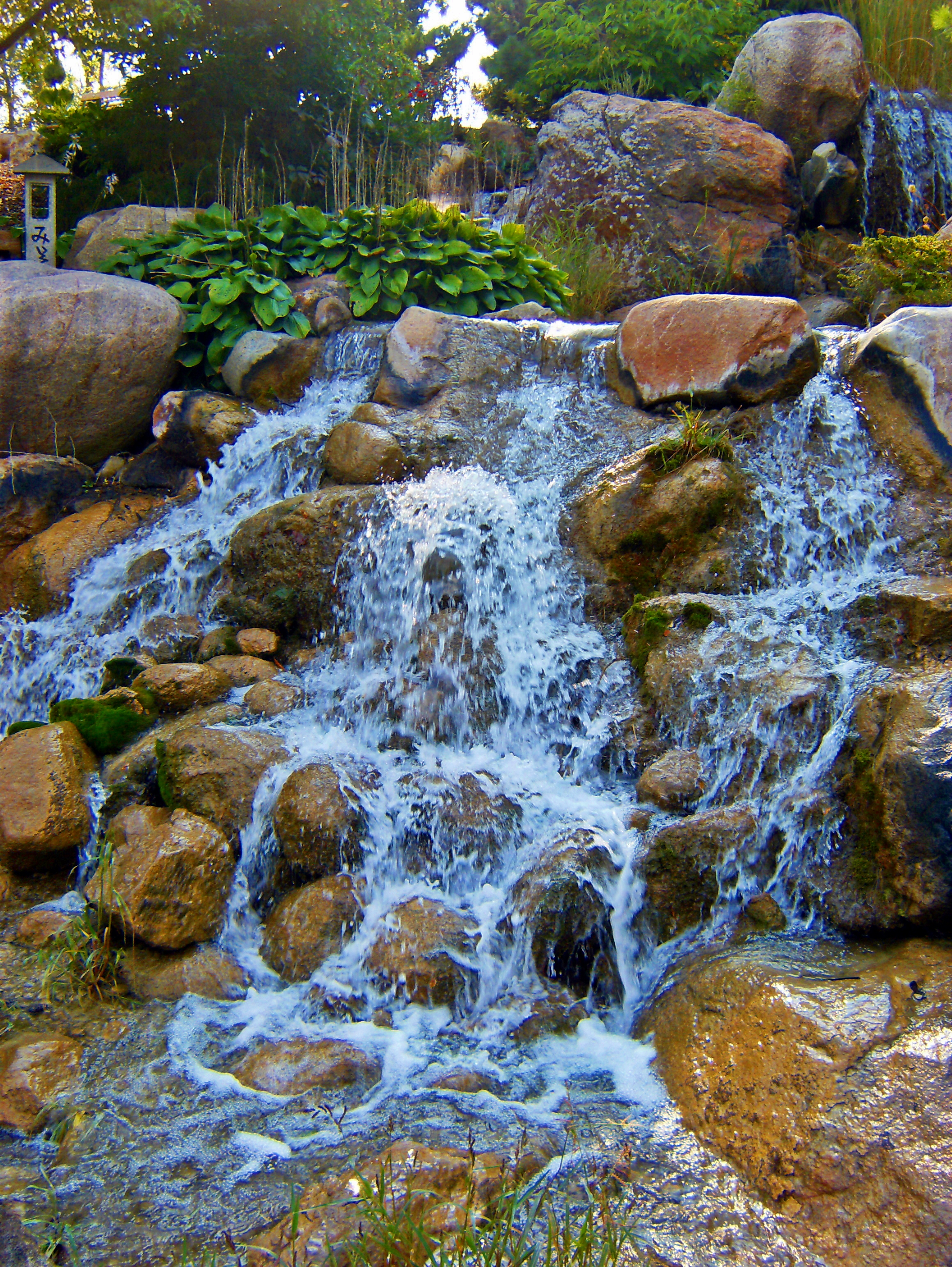
Suối thác nhân tạo trong vườn Nhật

Suối những dòng nước tự nhiên chảy từ nơi cao xuống chỗ thấp hơn. Suối thường bắt nguồn từ các mạch nước ngầm hoặc từ các hồ nước thiên nhiên trong rừng, núi. Nước suối là loại nước ngọt. Các dòng suối thường khi hợp lại, lớn lên sẽ tạo thành các dòng sông.

## Hình ảnh

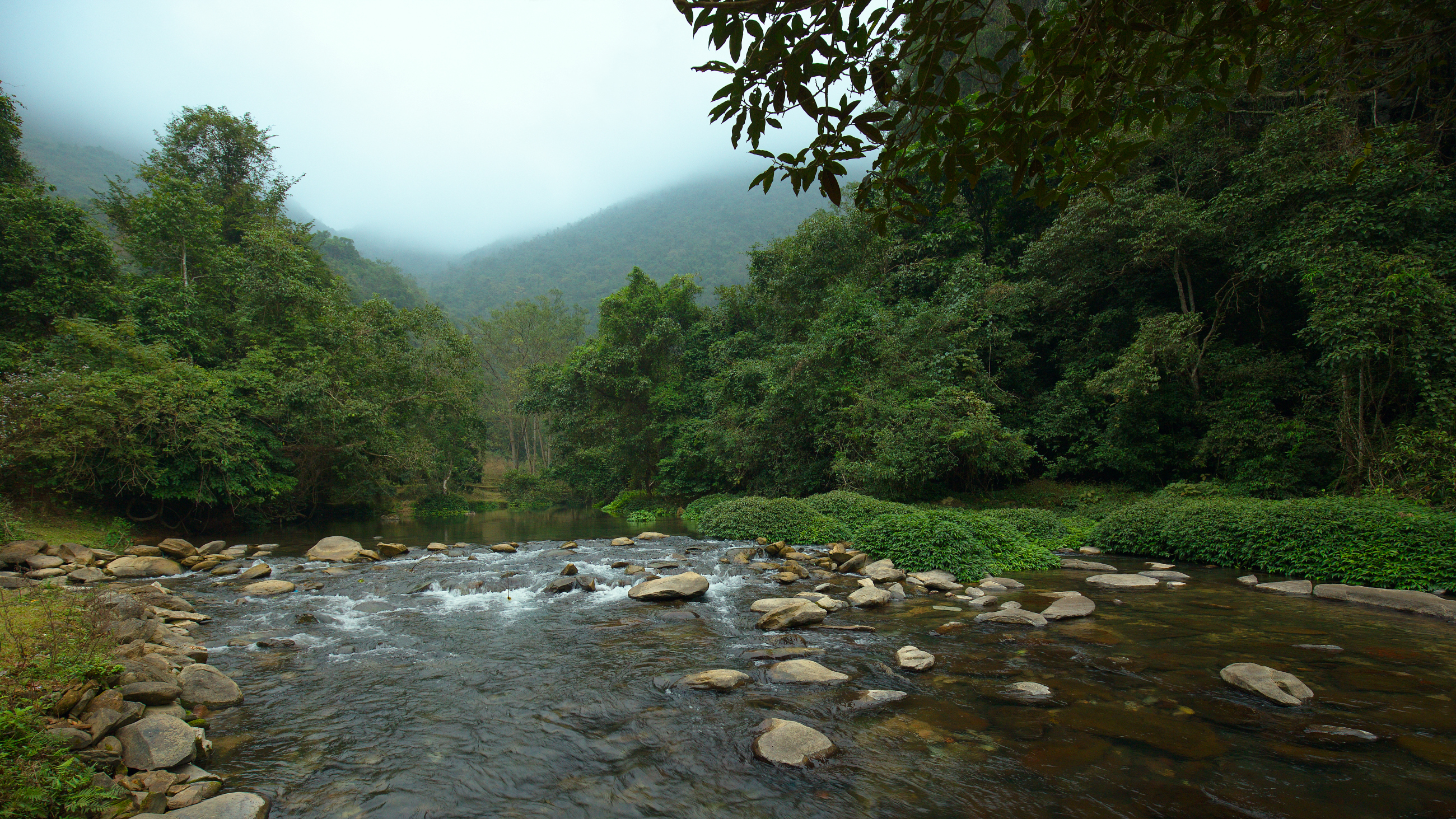
Suối Lenin ở Pacpo
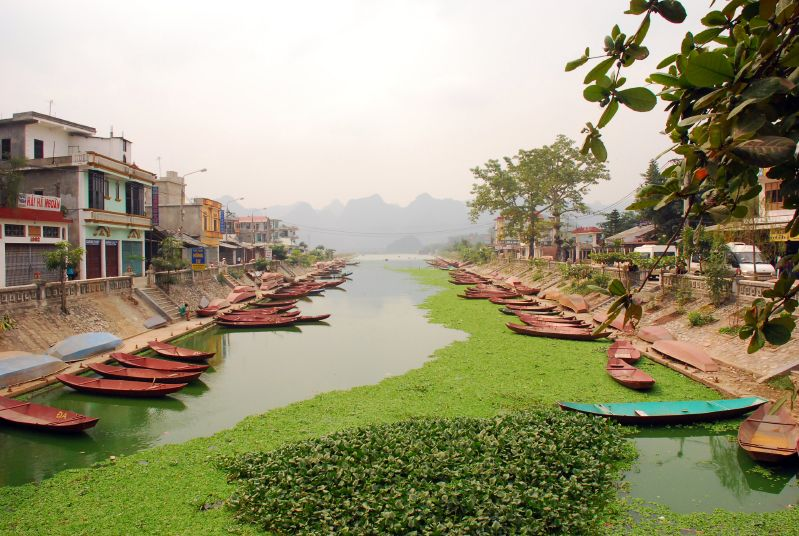
Suối Yến, chùa Hương
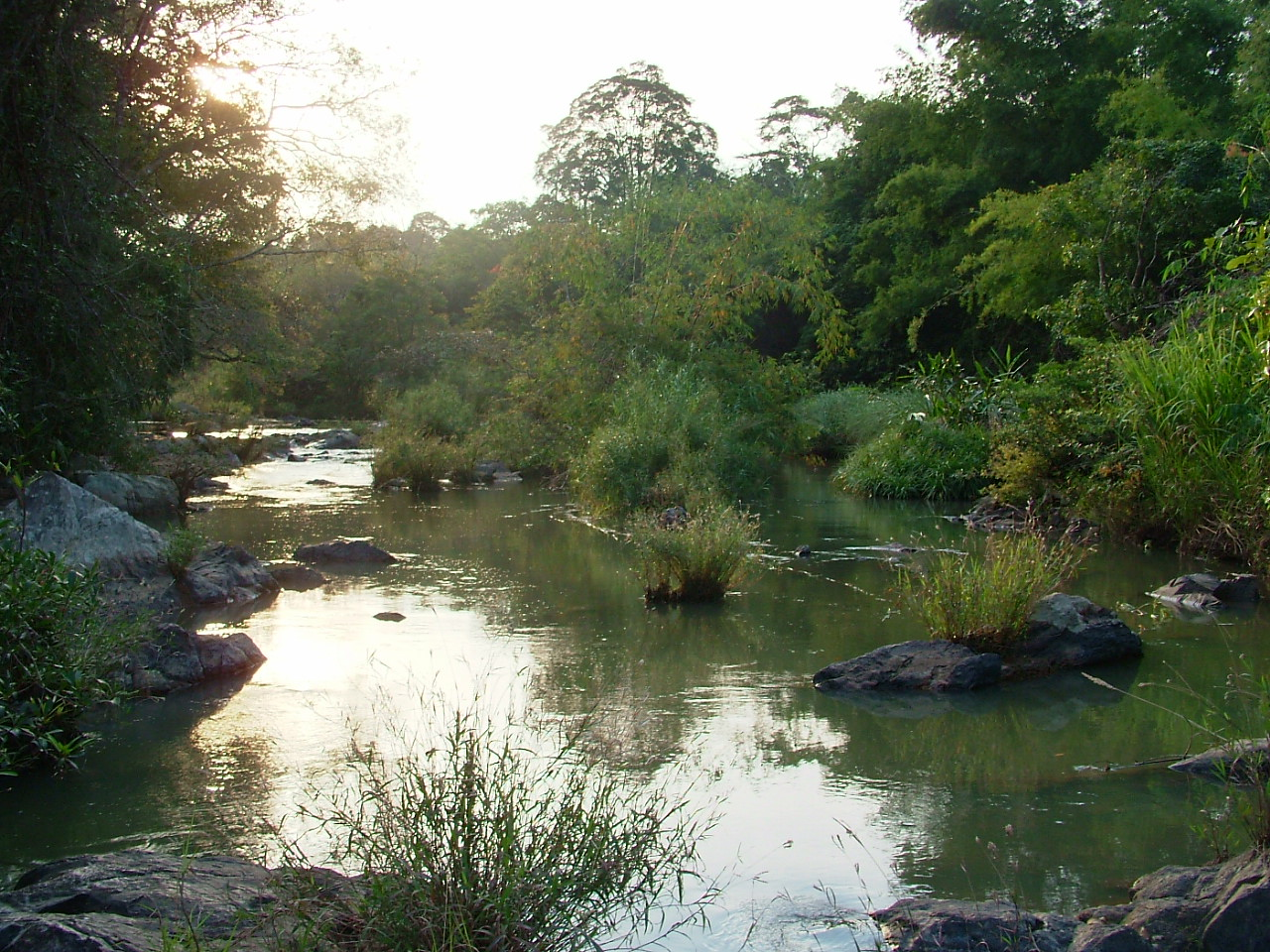
Suối Easo, Việt Nam
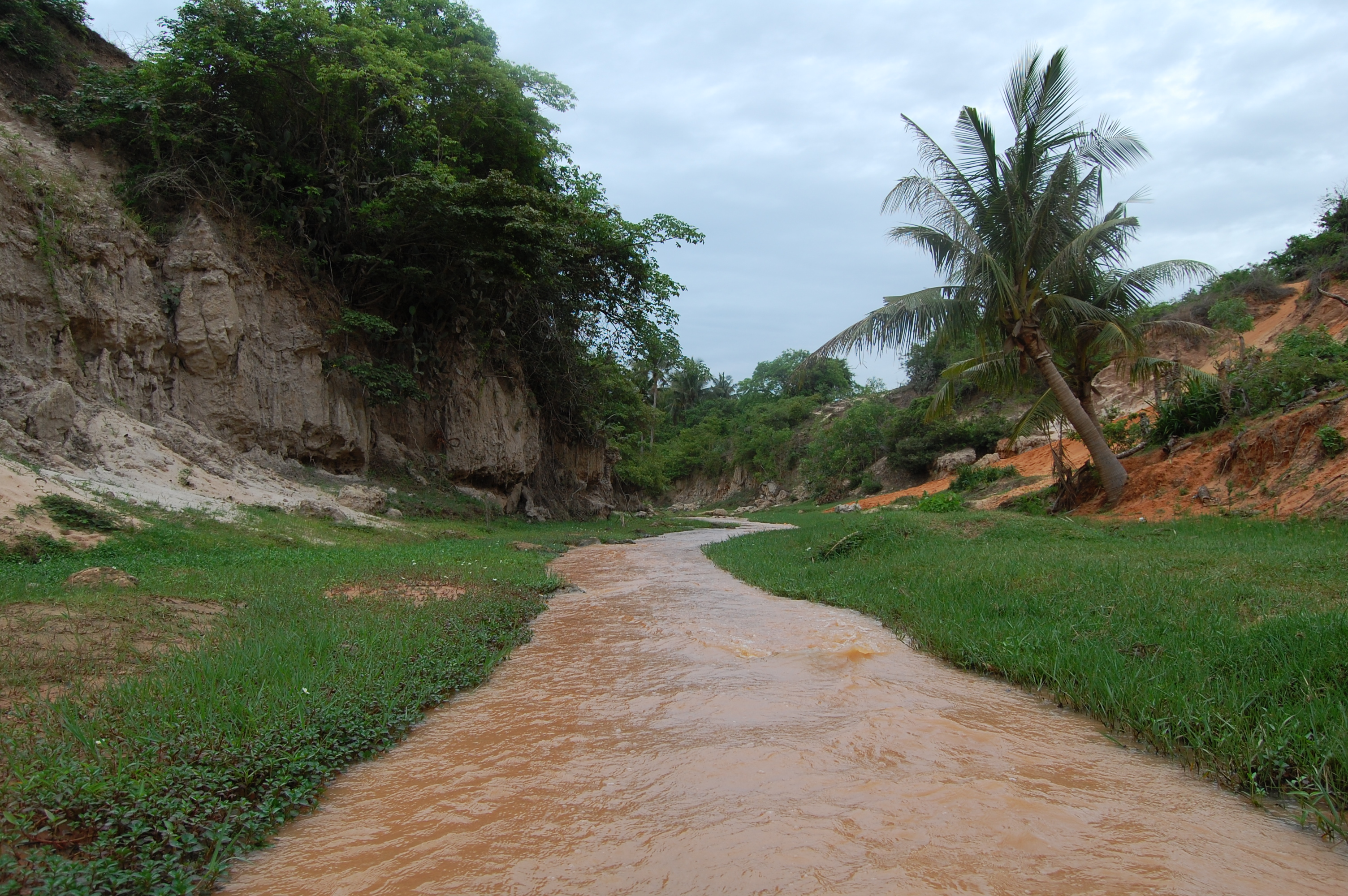
Suối Tiên, Mũi Né
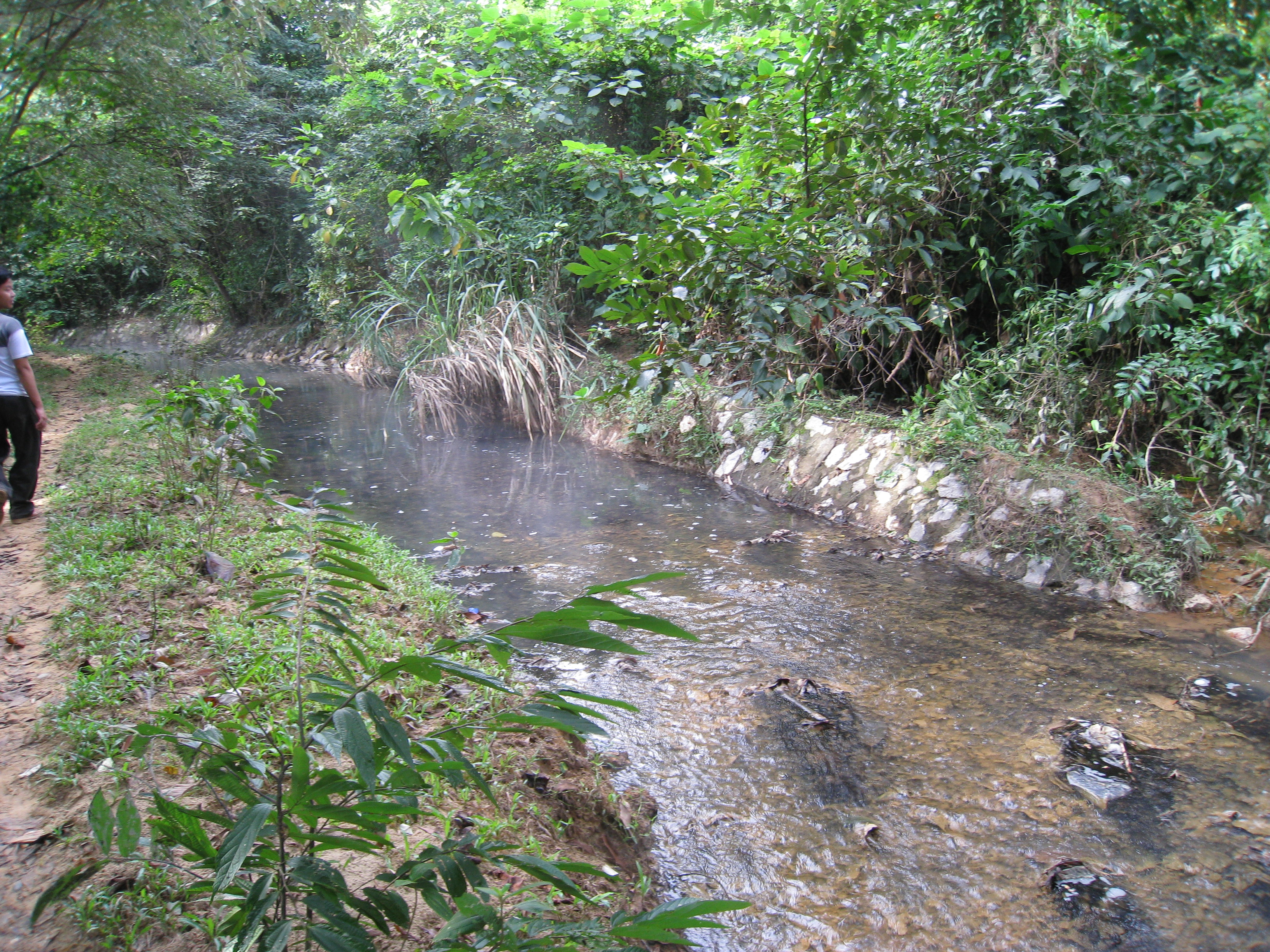
Suối nước nóng ở Quảng Bình
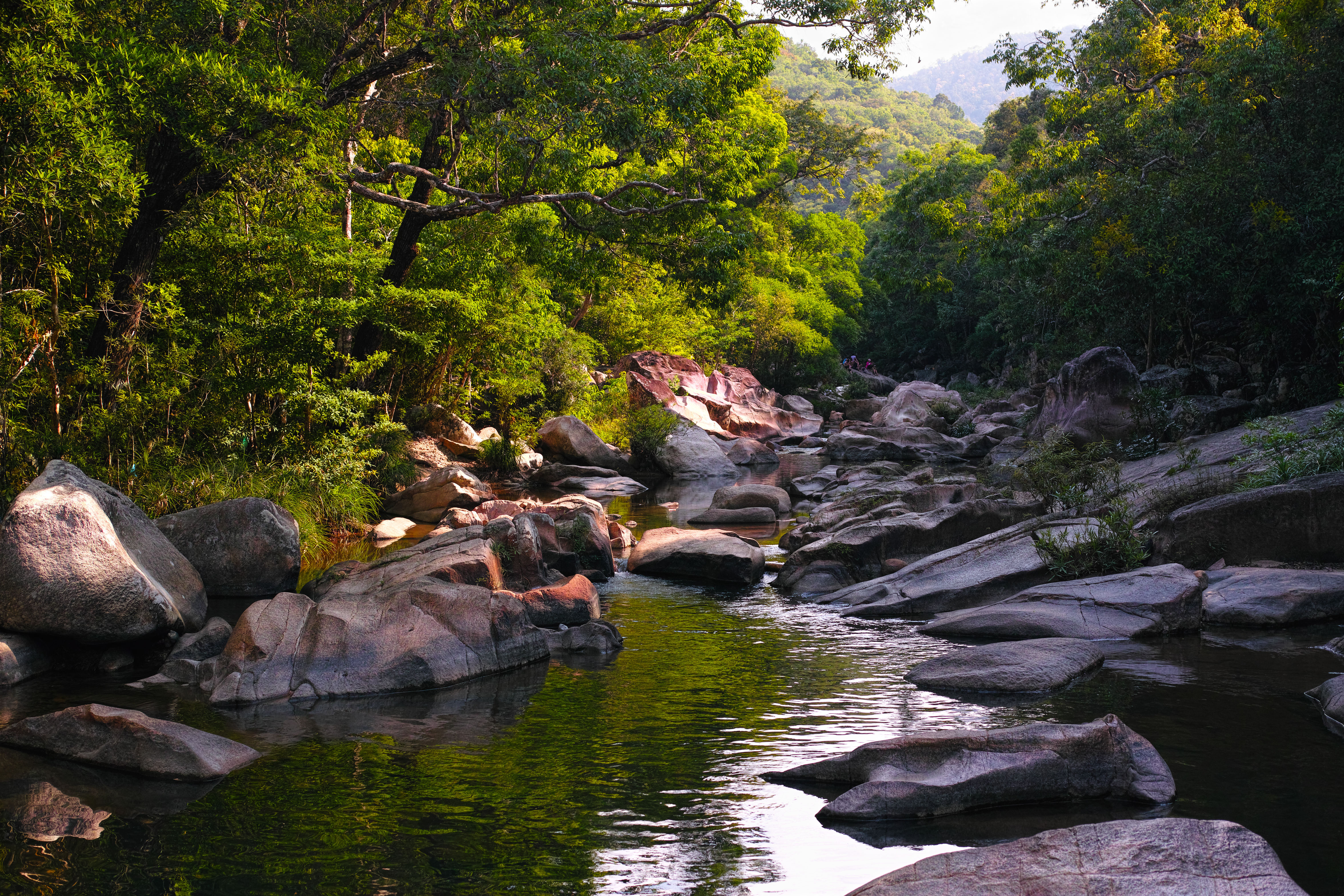
Suối Ba Hồ ở Khánh Hòa
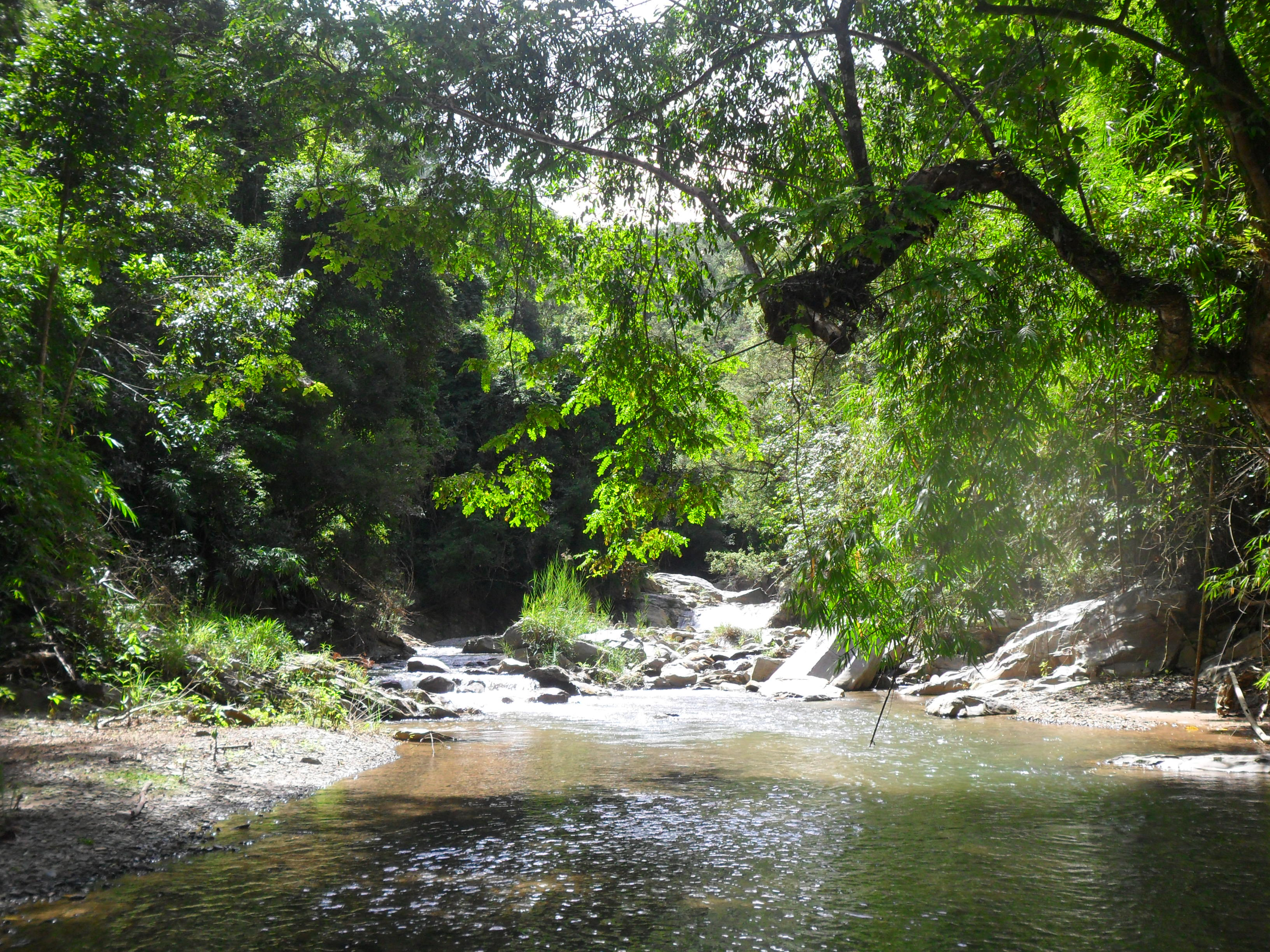
Suối ở Kontum
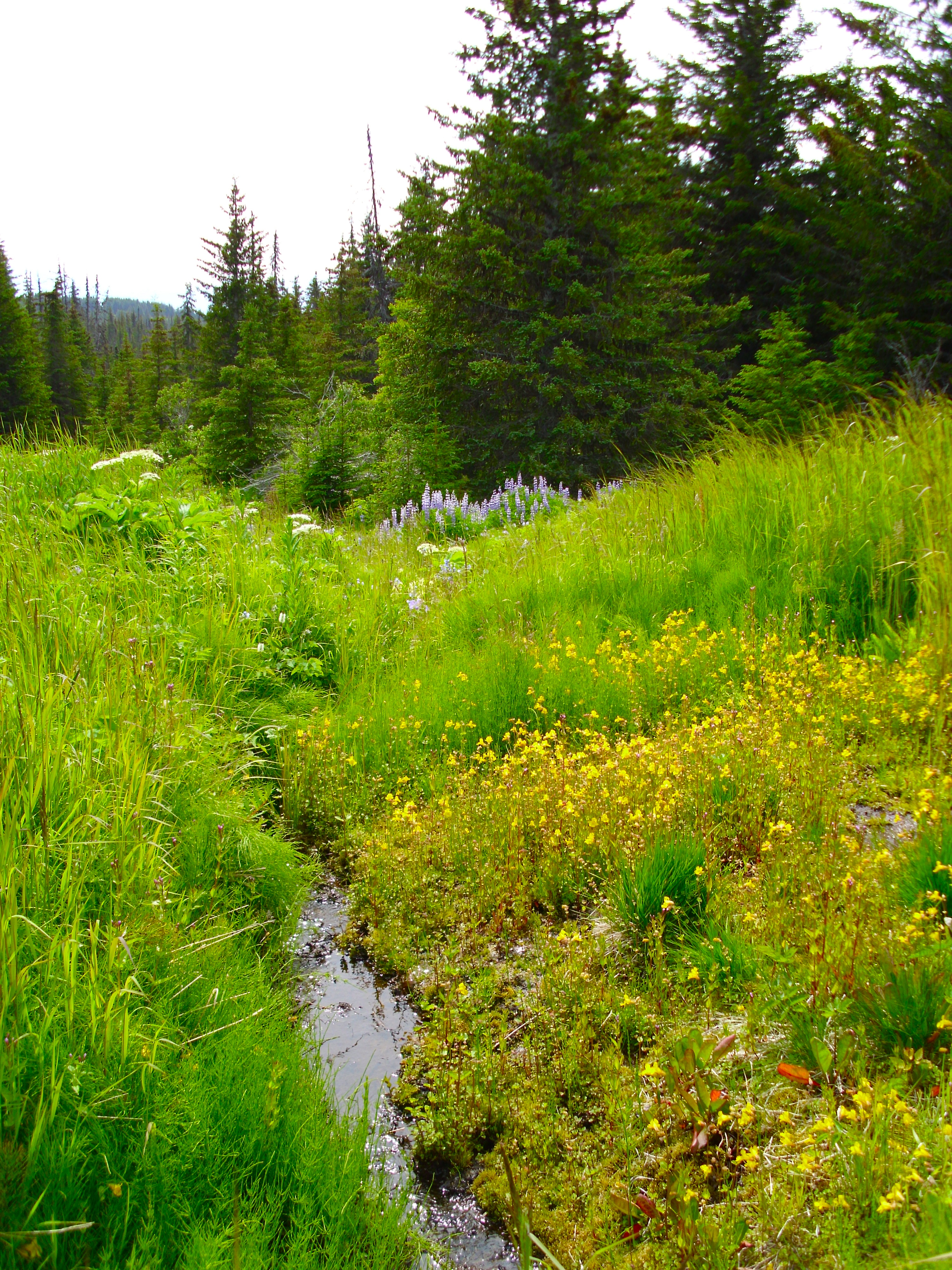